# Wigbert Schwenke

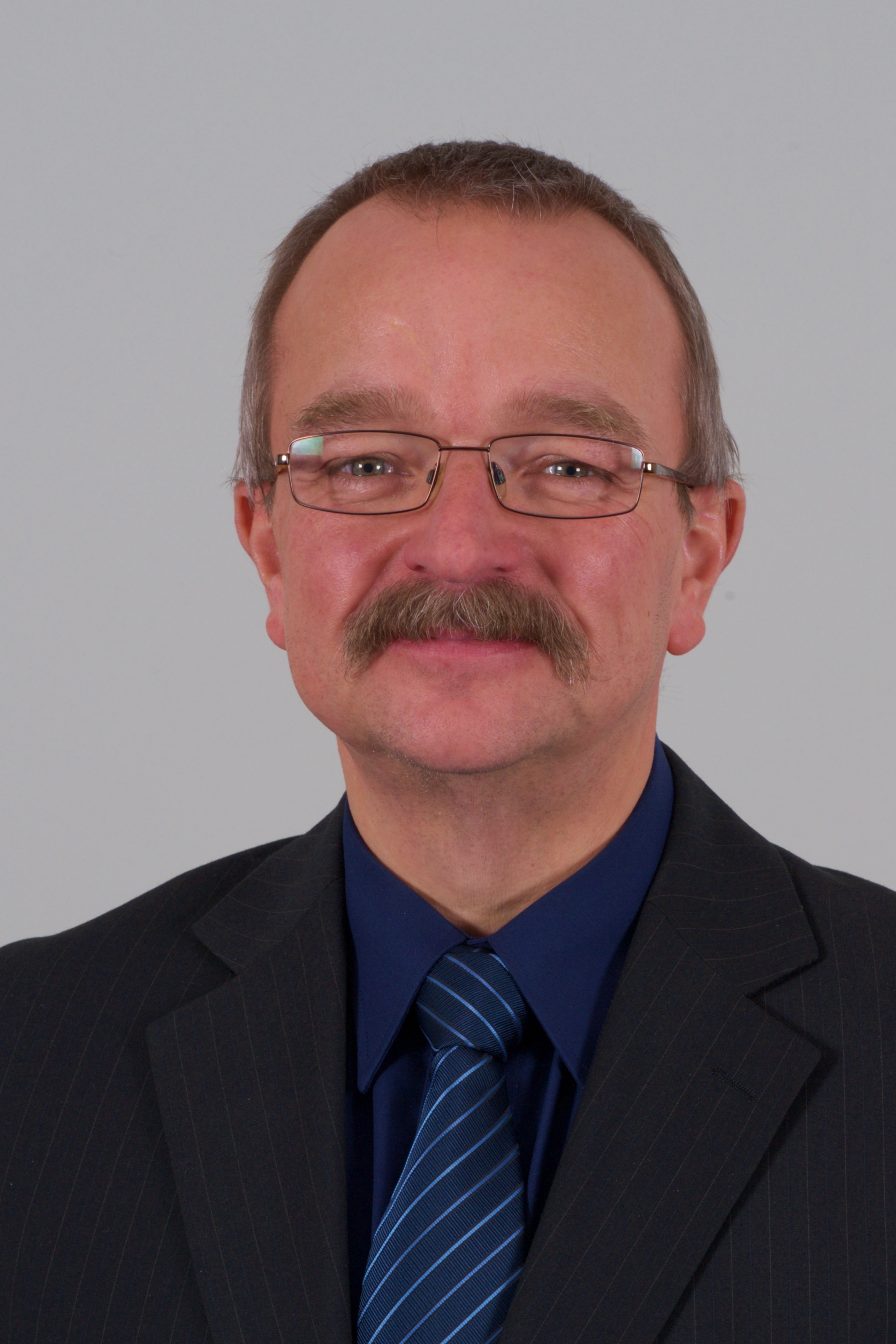
Wigbert Schwenke 2012

Wigbert Schwenke (* 22. Juli 1960 in Magdeburg) ist ein deutscher Politiker der CDU. Von 2002 bis 2016 gehörte er dem Landtag Sachsen-Anhalt an.

## Leben und Beruf
Nach dem Abitur nahm Schwenke 1978 ein Pädagogikstudium an der Magdeburger Universität auf. 1980 musste er dieses Studium aus, nach eigener Aussage, politischen Gründen abbrechen. Nach einer Ausbildung zum Facharbeiter für Datenverarbeitung war er von 1980 bis 1991 als Operator im Datenverarbeitungszentrum Magdeburg tätig. Anschließend war er bis 1992 Betriebsratsvorsitzender im DVZ Magdeburg. Von 1992 bis 1994 war Schwenke Berater für Arbeitnehmerfragen der Stiftung Christlich-Soziale Politik Königswinter e.V. Von 1995 bis 2002 war er wieder als Operator tätig, diesmal bei den Stadtwerken Magdeburg.
Wigbert Schwenke ist verheiratet und hat zwei Kinder.

## Politik
Wigbert Schwenke trat 1991 in die CDU ein. Er ist seit 1992 Mitglied des Kreisvorstandes der CDU Magdeburg. Von 1992 bis 2005 war er Kreisvorsitzender der CDA Magdeburg. Seit 1994 ist er Mitglied des Landesvorstandes der CDA Sachsen-Anhalts.
Schwenke war von der 4. bis zu 7. Wahlperiode Mitglied des Landtages von Sachsen-Anhalt. Er wurde bei der Landtagswahl 2002 im Wahlkreis 13 (Magdeburg IV) gewählt. Bei den Wahlen in den Jahren 2006 und 2011 schaffte er durch Gewinn des Direktmandats im Wahlkreis 12 (Magdeburg III) jeweils den Wiedereinzug in den Landtag.
Schwenke war stellvertretender Vorsitzender des Ausschusses für Arbeit und Soziales. Zudem ist er seit 1990 Mitglied des Stadtrates von Magdeburg und seit 2009 Vorsitzender der Fraktion CDU/Bund für Magdeburg, seit 2019 der Fraktion CDU/FDP. Bei der Wahl zum Oberbürgermeister der Stadt Magdeburg am 9. März 2008 unterlag Wigbert Schwenke dem Amtsinhaber Lutz Trümper.